# Limnephilus kennicotti
Limnephilus kennicotti là một loài Trichoptera trong họ Limnephilidae. Chúng phân bố ở miền Tân bắc.